# Leopard 2
Leopard 2 er en kampvogn udviklet og produceret af det tyske Krauss-Maffei Wegmann (KMW), der er en af Europas førende producenter af pansrede køretøjer.
Den benyttes bl.a. i den danske hær. Undervognen er bl.a. benyttet i andre typer køretøjer såsom bjærgningsvogne.
Udviklingen af Leopard 2 startede i 1970 og byggede videre på det skrinlagte MBT-70 projekt fra 1960'erne samt erfaringer fra bl.a. Yom Kippurkrigen (1973). Den første færdige Leopard 2 blev overdraget til Bundeswehr i 1979. KMW har siden produceret og leveret mere end 3.400 eksemplarer til 12 forskellige lande.
Der er to hovedvarianter af Leopard 2, de "oprindelige" modeller op til 2A4 og de forbedrede modeller fra 2A5 og opad. 
Den danske hær startede i 2019 med udfasningen af de gamle 2A5 kampvogne som de har brugt siden 1998, ved modtagelsen af de første 8 ud af i alt 44 stk. af 2A7 varianten. Resten (36) leveres frem til ultimo 2023. 
2A4-typerne kendes på, at panseret på tårnet generelt er lodret, hvor det på senere modeller bliver skråt, især set forfra. Dette er opnået ved at montere tillægspanser.
En typisk Leopard 2A5 er udrustet med laserafstandsmåler, to (2A4 kun ét) termiske kameraer, tårnet er elektrisk drevet. (På 2A4 hydraulisk.) Kanonen er fuldt gyrostabiliseret og udrustet med et elektronisk ildledelsessystem af typen EMES 15. Tilsammen gør dette udstyr, at den er i stand til at bekæmpe mål i totalt mørke med brug af termiske kameraer. Den kan skyde og ramme under hurtig kørsel i terræn, og kan med sit ildledelsessystem bekæmpe mål ud til 4-5 kilometer.
Leopard 2 blev primært udviklet til at bekæmpe andre kampvogne. Dette ses meget tydeligt i de ammunitionstyper, den benytter: Granater af typen HE (High Explosive) er først for nylig udviklet til den. I det større scenario skulle den arbejde sammen med det tyske infanteribæltekøretøj Marder.

## Bevæbning
Hovedvåbnet er en Rheinmetall 120 mm glatrørskanon. Til og med Leopard 2A5 er det en 120 mm/L44, der måler 528 cm i længden, mens løbet vejer 1,2 ton. Fra 2A6 af er det en 120 mm/L55, der måler 660 cm i længden, mens løbet vejer 1,4 ton. 120 mm/L55-kanonen er en nyere kanon, der ud over at være længere er forbedret på andre områder. Ulempen er at den er 1,3 meter længere, hvilket kan vanskeliggøre dens brug i bymiljøer. I højderetningen kan kanonen bevæges fra -9 til +20 grader. Sekundær bevæbning er et koaksialt (kanonparallelt) maskingevær (LMG M/62 7,62 mm), tårngevær på dansk, samt et 7,62 mm maskingevær ved hjælperens luge, kuppelgevær på dansk. Der er også monteret 2×8 røgkastere; 8 på hver side, der kan udskyde røggranater.

## Motor
Motoren er en væskekølet 4-takts multifuel af typen MB 873-Ka 501 med intercooler og to turboladere, bygget af MTU Friederichshafen. Multifuel betyder, at denne motor kan køre på 60 % diesel og 40 % anden brændbar væske.
Den seks tons tunge motor på 47,6 liter, yder 1.500 hk ved 2.600 omdrejninger i minuttet. Motoren er konstrueret således, at smøringen virker i selv i skæve positioner.

## Besætning
Leopard 2 har som mange andre kampvogne en besætning på fire mand.
Kommandør, skytte, hjælper (lader) og kører. Placeringer i kampvognen er set bagfra køretøjet. Hjælperen er placeret til venstre for kanonen. Kommandøren til højre for kanonen og skytten sidder foran ham. Køreren sidder i undervognen, i højre side.

## Versioner
Leopard 2 er gennem tiden blevet opgraderet (moderniseret) flere gange. Dertil kommer forskellige landes udgaver af typerne.
Hovedtyperne er:
- Leopard 2AV – Prototypen.
- Leopard 2A0 – Første serie, 380 stk, produceret fra 1979-82. De første 200 havde ikke termisk kamera.
- Leopard 2A1 – Anden og tredje produktionsserie, med diverse forbedringer.
- Leopard 2A2 – Leopard 2A0 opgraderet med termisk udstyr.
- Leopard 2A3 – Fjerde produktionsserie med detailforbedringer.
- Leopard 2A4 – 5-8 produktionsserie med løbende forbedringer i tårn og undervogn.
- Leopard 2A5 – Opgradering med ekstra termisk sigte til kommandøren, tillægspanser og elektrisk drevet tårn i stedet for hydraulik.
- Leopard 2A6 – Opgradering, primært med en længere kanon (L55A1)
- Leopard 2A6M – M står for minebeskyttelse. I udviklingen af denne model deltog Tyskland, Norge, Sverige, Schweiz og Holland.
- Leopard 2A7 - Opgradering, der for alle de danske kampvogne ca. 170 modificeringer: bl.a. indebærer ny motor, ny længere kanon tilsvarende den på en Leopard 2A6 (oprindelig skulle kun 16 danske kampvogne have denne kanon, men med forsvarsforlig 2018-23 ændredes dette til at omfatte alle 44 kampvogne), bedre ildledelse og observationssystemer, bedre pansring mod RPG og mine/IED, bedre klimaanlæg og beskyttelse mod kampstoffer, modificering af undervogn grundet øget vægt, indbygning af hærens taktiske kommunikationsnetværk og ny ammunition. Moderniseringeene gør hver kampvogn nogle få tons tungere, og topfarten bliver lidt lavere.
- Leopard 2PSO – PSO, Peace Support Operations. Egentlig en ombygget Leopard 2A5, især beregnet til indsats i bymiljøer.

PSO’en har forbedret minebeskyttelse og flere observationsmuligheder. Grunden til, at man har valgt 2A5 som basis for den, er, at kanonen fra 2A6 er for lang til bykamp.
- Dertil kommer de forskellige nationale varianter. Eksempelvis hedder den danske Leopard 2A5DK og bygger på vogne fra første serie, der er blevet opgraderet til 2A5, med danske "tilpasninger", herunder en dieselgenerator, så vognen ikke behøver at have hovedmotoren i gang for at oplade batterierne.
- Sverige har to udgaver af Leopard 2: strv 121 og 122 (strv = stridsvagn). Strv 121 er en Leopard 2A4, strv 122 er en svensk udgave af Leopard 2A5 og er generelt bedre pansret end en "standard" Leopard 2A5 , bl.a. mod angreb oppefra, hvor panserværnsvåben angriber toppen af tårnet. Strv 122b er med ekstra minebeskyttelse.

## Indsats i internationale missioner
- Generelt: Leopard 2 var oprindelig tiltænkt Centraleuropa og har - i modsætning til to af konkurrenterne M1 Abrams og Challenger 2 - ikke været i rigtig kamp før krigen i Afghanistan. M1 Abrams og Challenger 2 har endda været i kamp mod andre kampvogne i Golfkrigen (1991) og i Irakkrigen (2003-11). Leopard 2 er derfor ikke særlig testet mod en mere ligeværdig modstander.
- KFOR: Tyskland sendte Leopard 2A5 til Kosovo, men de måtte som følge af varmeproblemer erstattes af 2A4.
- ISAF: Canada havde omkring 20 Leopard 2A6M-CAN i Kandahar-provinsen i Afghanistan fra 2007 til 2011. Danmark havde fra 2007 til 2014 fire Leopard 2A5DK samt en pansret bjærgningsvogn operative Helmand-provinsen i Afghanistan.[1] Canadiske og danske Leopard 2'ere blev ofte involveret i kampe mod Taliban, og tilføjede Taliban tab. Begge landes Leoparder har været udsat for panserminer og vejsidebomber (IED'ere). Der var dog en forskel på de to landes minesikring af Leoparderne: Den 2. november 2007 kørte canadierne på en større IED (vejsidebombe eller mine) i en 2A6M, men besætningen slap dog derfra med livet i behold og gik ind i historien, som de første til at afprøve M-pakken (minesikringen). Den 25. juli 2008 kørte en dansk Leopard 2A5DK på en større IED, og overkonstabel Jesper Gilbert Pedersen, kampvognens kører, mistede livet. Den danske Leopard 2A5DK havde ikke M-pakken monteret.[2][3]

## Brugere
- Tyskland 350 aktive (før 2.125). Dertil skal lægges 50 til skolebrug. Derudover skal der fra 2009 tilgå 50 stk. i PSO-udgaven. Så fra 2010 vil Tysklands Leopard 2-bestand se sådan ud:
- 50 Leopard 2A4 til skolebrug.
- 50 Leopard PSO.
- 125 Leopard 2A5.
- 155 Leopard 2A6.
- 70 Leopard 2A6M.

I alt 450 aktive Leopard 2-kampvogne.
- Chile – 140 Leopard 2A4CHL (otte som reservevogne).
- Canada – 100 Leopard 2 købt af Holland (80 stk. 2A4, 20 stk. 2A6NL) plus 20 stk. 2A6M leaset af Tyskland, samt 15 stk. 2A4 købt af Tyskland til reservedelsbrug.
- Danmark – 44 Leopard 2A7. De første fire opgraderede Leopard 2A7 kampvogne blev leveret til Jydske Dragonregiment i februar 2020 efter en omfattende renovering og modificering hos Krauss-Maffei Wegman.[4][5][6] De resterende 40 Leopard 2A7 kampvogne leveres frem mod 2023.[7] De danske Leopard 2 blev købt i 1997 som 51 brugte Leopard 2A4 fra den tyske hær.[8] De blev perioden 2002-2004 opgraderet til Leopard 2A5DK.[9] Folketinget godkendte i 2004 købet af yderligere 6 brugte Leopard 2 med efterfølgende opgradering til A5 standard.[10][11] Ved forsvarsforlig 2010-2014 reduceredes antallet af operative kampvogne fra 57 til 34 samt en rotationspulje på 4 ekstra kampvogne, som kunne tages i brug ved længerevarende eftersyn mv.[12] Folketinget besluttede i 2016, at de 38 kampvogne skulle opgraderes til A7 standard (Officielt A7M+DK, hvori opgraderingen af tillægspanser i bunden af kampvognen samt ekstra udstyr. Qatars Leopard 2A7 kampvogne og Danmarks ligner på mange områder hinanden), men som følge af forsvarsforlig 2018-23 blev antallet i 2018 øget til 44 i stedet for de planlagte 38.[13][7] Med de 44 kampvogne vil det blive muligt at indsætte tre kampvognseskadroner (den tredje eskadron oprettes fra januar 2021). I 2019 bestilte forsvaret 7 pansrede brovogne og dertilhørende panserbroer hos Krauss-Maffei Wegman, som er baseret på undervognen til Leopard 2 (pansret broslagningsvogn Leguan). De pansrede brovogne erstatter den eksisterende, forældede kapacitet af 10 pansrede brovogne baseret på undervognen til Leopard 1 (pansret broslagningsvogn Biber), og de forventes løbende leveret i perioden 2022 til 2025.[14]
- Finland – 91 Leopard 2A4, man købte oprindeligt 124, hvoraf 20 blev ombygget til pioner- og brolæggervogne, 12 er ophugget til reservedele, mens en er brændt op.
- Grækenland – 366 Leopard 2 fordelt på:
  - 170 Leopard 2A6HEL (bestilt marts 2003).
  - 196 2A4.

Der er problemer med handlen, da Wegmann stadig mangler at få en restgæld på 480 millioner euro fra Grækenland[kilde mangler].
- Norge – 52 2A4NO, købt af Holland, planen er at opgradere dem til 2A5.
- Polen – 128 Leopard 2A4 købt af Tyskland.
- Portugal – 38 2A6NL købt af Holland.
- Schweiz – 380 Leopard 2A4, siden 2006 har man været i gang med at opgradere 134 i Schweiz til noget, der minder om 2A5.
- Singapore – 66 2A4 købt af Tyskland, 30 ekstra er købt som reservedelsvogne.
- Spanien – 327 Leopard 2. 108 er 2A4 købt af Tyskland, 219 er Leopard 2A6+ eller Leopard 2E.
- Sverige – 280 Leopard 2. 160 er 2A4 (strv 121), 120 er strv 122 (svensk 2A5). Kun strv 122 er aktiv.
- Tyrkiet – 298 Leopard 2A4 købt af Tyskland.
- Østrig – 114 Leopard 2A4 købt af Holland.
- Canada - 112 Leopard 2A4 og 20 Leopard 2A6M lejet af Tyskland. I 2007 købte Canada 100 Leopard 2A4 af Holland. Samme år lejede de 20 Leopard 2A6M af Tyskland, yderligere blev der købt 12 Leopard 2A4 i 2011 af Schweiz.
- Qatar - 62 Leopard 2A7+. Qatar bestilte i 2013 62 stk Leopard 2A7 som blev leveret sidst i 2014 frem til 2018